# Horizontina
Horizontina é um município brasileiro do estado do Rio Grande do Sul, Região Sul do país. Localiza-se no noroeste rio-grandense, distando 496 km de Porto Alegre, a capital do estado. Ocupa uma área de 229,398 km², e sua população no Censo de 2022 do Instituto Brasileiro de Geografia e Estatística (IBGE) era de 18 851 habitantes, sendo então o 108º mais populoso do estado.
A sede tem uma temperatura média anual de 20,8 ºC. Com 79,6% da população vivendo na zona urbana, a cidade conta com onze estabelecimentos de saúde e dezenove instituições de ensino, incluindo uma faculdade privada. O seu Índice de Desenvolvimento Humano (IDH) é de 0,783, considerado como alto pelo Programa das Nações Unidas para o Desenvolvimento (PNUD), sendo o 11° maior do Rio Grande do Sul e o 110º do Brasil.
A colonização do atual município deu-se em 1927, quando os primeiros colonizadores alemães instalaram-se na região. Um ano depois, chegaram mais colonos descendentes de outros grupos étnicos, incluindo portugueses, eslavos e italianos, fazendo com que o lugar se desenvolvesse. O primeiro nome de Horizontina foi Belo Horizonte, mudando para Vila Horizonte, Horizonte e para o atual nome em 1944. Antes de ser elevado à categoria de município, era um distrito pertencente a cidade de Santa Rosa. Somente em dezembro de 1954 esse distrito foi emancipado.
Horizontina é conhecida como o "Berço Nacional das Colheitadeiras Automotrizes" devido a construção da primeira colheitadeira automotriz brasileira no município em 1965. Ainda hoje, uma unidade da empresa norte-americana John Deere está instalada em Horizontina, gerando boa parte de sua arrecadação tributária e de seu Produto Interno Bruto. Também tornou-se notória por ser o local onde a supermodelo Gisele Bündchen cresceu e iniciou sua carreira.

## História

### Origens e colonização
Os primeiros moradores da região que atualmente compreende o município de Horizontina foram os indígenas. Sua colonização ocorreu por conta das dívidas que o Estado possuía com o engenheiro alemão Frederico Jorge Logemann. Em troca das terras, Logemann deveria construir estradas e pontes na região. Quando chegou, Logemann encontrou índios e algumas famílias de posseiros que desbravavam a mata.
Logemann loteou as terras que recebeu, vendendo para os colonos. Em 1927, os primeiros colonizadores alemães instalaram-se na região, que pertencia ao município de Santo Ângelo, e recebeu o nome de Belo Horizonte já em 1928. A partir daquele ano, chegaram mais colonos descendentes de alemães, de poloneses, de 
italianos, de russos, de luso-brasileiros e um pequeno grupo de japoneses. De acordo com a lista dos compradores, a maior parte dos nomes eram de origem germânica (38,30%), mas também portuguesa (22,74%), eslava (20,48%), italiana (18,01%) e japonesa (0,47%). Os colonos seguiam as religiões católica e luterana.

### Formação administrativa e desenvolvimento urbano

Reunião da Comissão Pró-emancipação de Horizontina.

Em 1929, foi fundada a primeira sociedade, que recebeu o nome de "Sociedade de Bolão Concórdia", passando a promover concursos e passeatas. Com a formação da vila de Belo Horizonte, chegaram a região profissionais dos mais diversos ofícios. Em outubro de 1937, a vila foi elevada à categoria de distrito com o nome de Vila Horizonte, passando a ser o 7° distrito do município de Santa Rosa. Sua instalação verificou-se em 1 de janeiro de 1938. Em 29 de dezembro de 1944, o nome do distrito foi alterado de Horizonte para Horizontina, seu atual nome.
Em 14 de junho de 1945, foi constituída a Schneider Logemann e Cia. (SLC). A empresa comandava um moinho, uma serraria, uma ferraria, e produzia equipamentos agrícolas. Em 5 de novembro de 1965, produziu a primeira colheitadeira automotriz (65-A) do Brasil. Sendo a primeira indústria nacional de colheitadeiras automotrizes, foi crucial para que a cidade se desenvolvesse e conferiu a Horizontina o título de "Berço nacional das colheitadeiras automotrizes." Nas palavras do segundo prefeito, Pedro Paulo Barriles, "se afastássemos de nossa cidade a indústria da firma Schneider Logemann e todos os elementos a ela ligados notaríamos a redução considerável da cidade."
Em 19 de julho de 1953, a Comissão Pró-emancipação foi escolhida. Os debates e os estudos realizados pela comissão concluíram que o distrito tinha "renda suficiente, população muito além da fixada em lei e largas possibilidades de desenvolvimento, estando, por conseguinte, em condições de pleitear suas emancipação." Em dezembro de 1953, houve um plebiscito sobre o assunto, no qual 956 eleitores participaram: 898 foram a favor da emancipação (85,6%) e 151 contrários (14,4%). Em 18 de dezembro de 1954, o governador Ernesto Dornelles sancionou a lei que criou o município, de nº 2 556, verificando-se a sua instalação em 28 de fevereiro de 1955. Jorge Logemann foi seu primeiro prefeito.

### História recente

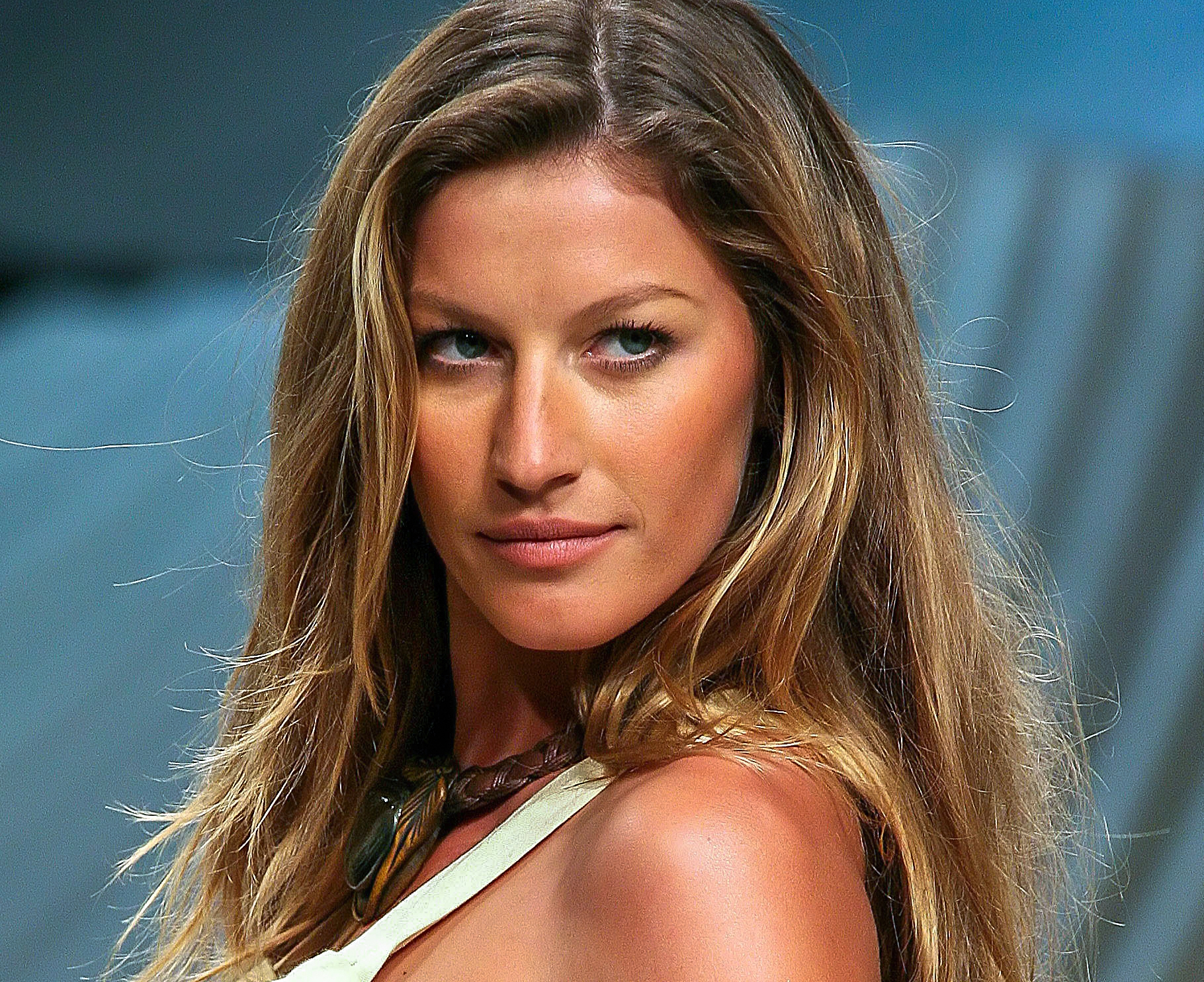
Gisele Bündchen (na foto) e sua família são de Horizontina, o que tornou a cidade mais conhecida.

Em uma divisão territorial de 1960, o município era composto por cinco distritos: Horizontina, Cascata, Doutor Maurício Cardoso, Pitanga e Pranchada. Doutor Maurício Cardoso emancipou-se em 8 de dezembro de 1987. Esse mesmo decreto desmembrou de Horizontina os distritos de Doutor Maurício Cardoso, Pitanga e Pranchada, que passaram a fazer parte de Doutor Maurício Cardoso.
A multinacional norte-americana John Deere iniciou suas atividades na cidade em 1979, quando comprou um quinto da Schneider Logemann e Cia., assumindo o controle total da empresa em 1999. Em 2008, a linha de tratores foi transferida para Montenegro, na Mesorregião Metropolitana de Porto Alegre. Em 2010, a filial de Horizontina possuía 1,8 mil funcionários.
No século XXI, Horizontina tornou-se famosa por ser o local onde a supermodelo Gisele Bündchen cresceu e iniciou sua carreira. Embora a família Bündchen seja de Horizontina, incluindo o avô de Gisele (Walter Bündchen, prefeito do município entre 1971 e 1975), há fontes que afirmam que Gisele nasceu no Hospital São Vicente de Paulo, em Três de Maio, uma cidade vizinha localizada a 20,2 quilômetros. Em 2014, Gisele e sua família iniciaram o projeto Água Limpa, com a intenção de recuperar os córregos horizontinenses e os de Tucunduva.

## Geografia
Horizontina está localizada no noroeste do estado do Rio Grande do Sul, estando distante a 496 quilômetros da capital estadual, Porto Alegre, e a 1 899 quilômetros da capital federal, Brasília. Situa-se a 27º37'28" de latitude sul e 54º18'32" de longitude oeste. Com uma área de 229,398 km², limita-se com os municípios de Doutor Maurício Cardoso a norte, Tucunduva a oeste, Três de Maio a sul, e Crissiumal e Nova Candelária a leste. Também se encontra a 27 quilômetros de Colonia Aurora, na Província de Misiones, Argentina.
De acordo com a divisão do Instituto Brasileiro de Geografia e Estatística vigente desde 2017, o município pertence às Regiões Geográficas Intermediária de Ijuí e Imediata de Três de Maio. Até então, com a vigência das divisões em microrregiões e mesorregiões, o município fazia parte da microrregião de Três Passos, que por sua vez estava incluída na mesorregião do Noroeste Rio-Grandense.

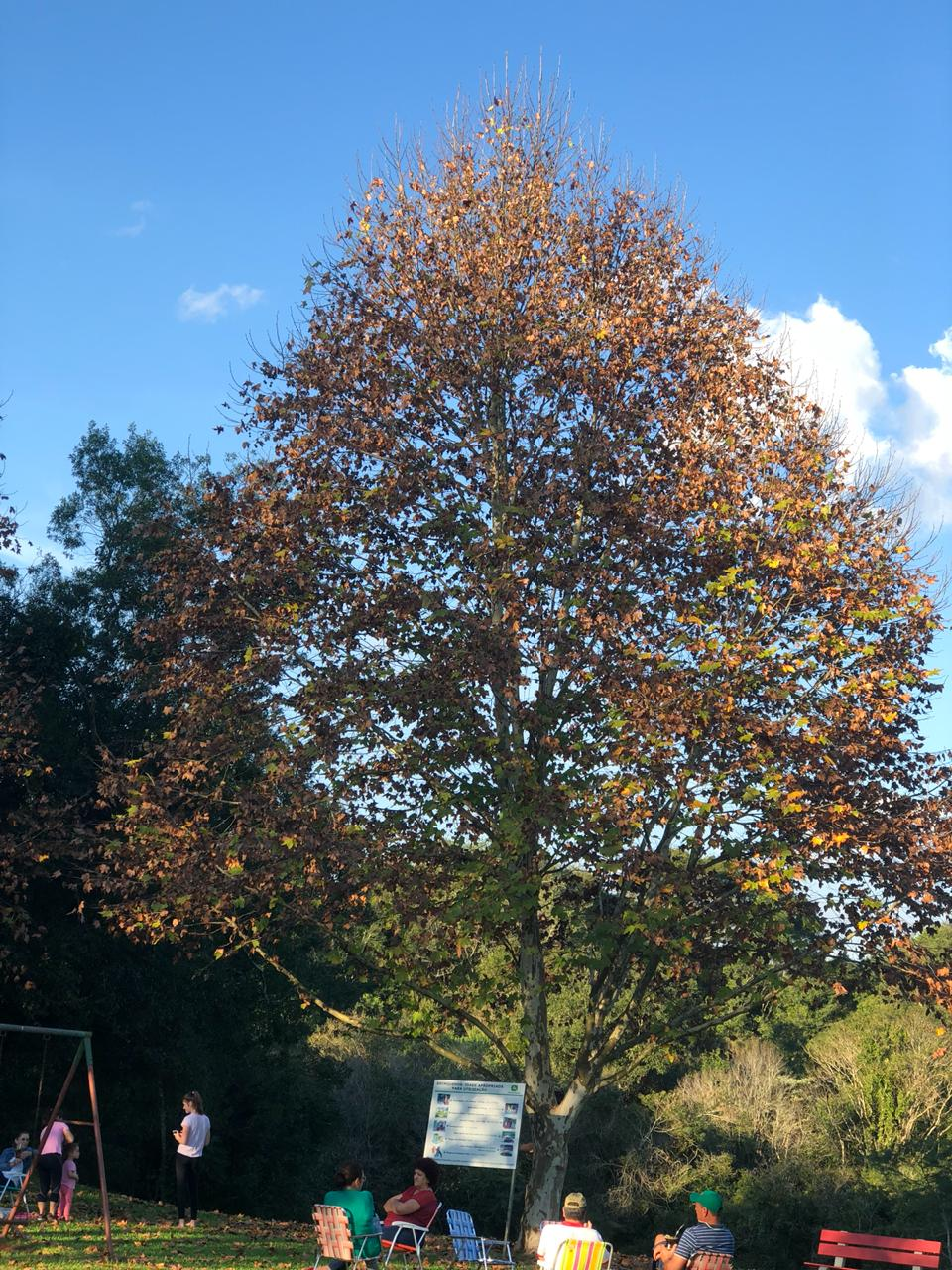
O Parque Fundação, em 2019.

Horizontina é constituída por dois distritos, Horizontina e Cascata, e 22 vilas, além do centro. Há, ainda, 42 localidades no interior do município. A altitude média de Horizontina é de 343 metros, tendo a altitude máxima no Morro de Bela Vista, no distrito de Cascata, que chega aos 418 metros, enquanto que a altitude mínima está no Vale do Lajeado Seco. O restante do território municipal é constituído de leves ondulações, coxilhas, sem nenhum outro acidente geográfico significativo. Como parte do bioma Mata Atlântica, seu solo é fértil, ocasionalmente inundável e com cobertura arbórea densa.
O município conta com uma vasta rede hidrográfica formada por rios, lajeados, sangas, córregos e açudes domésticos, que servem apenas para irrigação agrícola e abastecimento da população rural. Seus principais rios, Buricá e Rio Pratos, que desaguam no rio Uruguai, possuem potencial hidrelétrico, mas não condições de navegabilidade.
Segundo a Classificação climática de Köppen-Geiger, o clima é caracterizado como subtropical úmido, com as quatro estações distinguindo-se claramente e tendo temperatura média anual de 20,8 °C. O mês mais quente, janeiro, tem temperatura média de 26,1 °C, sendo a média máxima de 32,1 °C e a mínima de 20,2 °C. O mês mais frio, julho, de 15,1 °C, com 21,3 °C e 8,9 °C as médias máxima e mínima, respectivamente. Em 22 de julho de 2013, foi registrado a ocorrência de neve, fenômeno esse que também foi registrado em 4 de agosto de 2010 e em 20 de agosto de 1965. A precipitação média anual é de 1 684, sendo agosto o mês mais seco, quando ocorrem 108,4. Em outubro, o mês mais chuvoso, a média fica em 187,2.
| Dados climatológicos para Horizontina | Dados climatológicos para Horizontina | Dados climatológicos para Horizontina | Dados climatológicos para Horizontina | Dados climatológicos para Horizontina | Dados climatológicos para Horizontina | Dados climatológicos para Horizontina | Dados climatológicos para Horizontina | Dados climatológicos para Horizontina | Dados climatológicos para Horizontina | Dados climatológicos para Horizontina | Dados climatológicos para Horizontina | Dados climatológicos para Horizontina | Dados climatológicos para Horizontina |
| Mês                                   | Jan                                   | Fev                                   | Mar                                   | Abr                                   | Mai                                   | Jun                                   | Jul                                   | Ago                                   | Set                                   | Out                                   | Nov                                   | Dez                                   | Ano                                   |
| ------------------------------------- | ------------------------------------- | ------------------------------------- | ------------------------------------- | ------------------------------------- | ------------------------------------- | ------------------------------------- | ------------------------------------- | ------------------------------------- | ------------------------------------- | ------------------------------------- | ------------------------------------- | ------------------------------------- | ------------------------------------- |
| Temperatura máxima média (°C)         | 32,1                                  | 30,2                                  | 30,2                                  | 26,7                                  | 23,6                                  | 20,9                                  | 21,3                                  | 22,9                                  | 24,4                                  | 27,2                                  | 29,5                                  | 31,5                                  | 26,7                                  |
| Temperatura mínima média (°C)         | 20,2                                  | 20,2                                  | 19,0                                  | 16,1                                  | 11,9                                  | 9,4                                   | 8,9                                   | 11,7                                  | 11,6                                  | 16,0                                  | 17,1                                  | 18,3                                  | 15,0                                  |
| Precipitação (mm)                     | 146,1                                 | 135,5                                 | 125,8                                 | 156,5                                 | 152,5                                 | 121,6                                 | 130,9                                 | 108,4                                 | 152,2                                 | 187,2                                 | 125,1                                 | 142,2                                 | 1 684,0                               |
| Fonte: Jornal do Tempo                |                                       |                                       |                                       |                                       |                                       |                                       |                                       |                                       |                                       |                                       |                                       |                                       |                                       |

## Demografia
Em 2010, a população do município foi contada pelo Instituto Brasileiro de Geografia e Estatística (IBGE) em 18 350 habitantes. Segundo o censo daquele ano, 8 947 (48,76%) habitantes eram homens e 9 403 (51,24%) mulheres. Ainda segundo o mesmo censo, 14 571 (79,41%) habitantes viviam na zona urbana e 3 779 (20,59%) na zona rural. Já segundo estimativa de 2017, a população era de 19 338 habitantes, correspondendo a 0,17% da população total do estado e fazendo com que fosse o 112º município mais populoso.
Conforme a pesquisa de autodeclaração do censo do IBGE de 2010, a população horizontinense era composta por 16 054 brancos (87,49%); 213 negros (1,16%); 51 amarelos (0,27%); 2 025 pardos (11,03%) e cinco indígenas (0,02%). Considerando-se a região de nascimento, 43 eram nascidos no Sudeste (0,23%), 18 193 no Sul (99,15%) e 41 no Centro-Oeste (0,22%); 17 899 habitantes eram naturais do estado do Rio Grande do Sul (97,55%) e, desse total, 11 014 eram nascidos em Horizontina (60,02%).

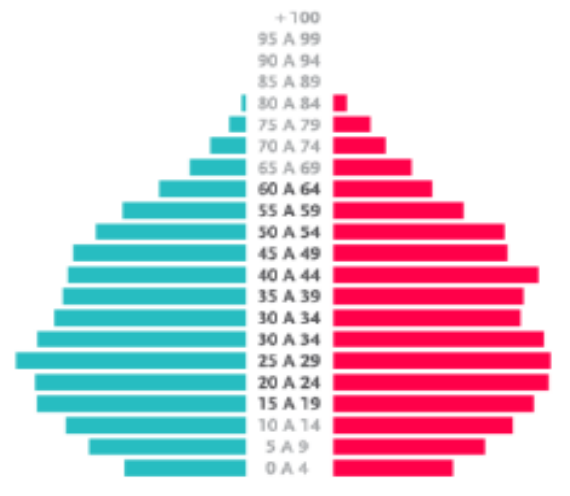
Pirâmide etária de Horizontina em 2010.

O Índice de Desenvolvimento Humano Municipal (IDH-M) de Horizontina, de 0,783, é considerado alto pelo Programa das Nações Unidas para o Desenvolvimento (PNUD), sendo o 110º maior do Brasil e o 11º maior do estado. Considerando-se apenas o índice de educação o valor é de 0,716, o valor do índice de longevidade é de 0,858 e o de renda é de 0,782. O coeficiente de Gini, que mede a desigualdade social, era de 0,49, sendo que 1,00 é o pior número e 0,00 é o melhor. A expectativa de vida era de 76,5 anos, superior às expectativas de vida do Rio Grande do Sul e do Brasil. A taxa de mortalidade infantil era de 10,5 (12,7 até os cinco anos de idade) e a taxa de fecundidade era de 1,5.
Em relação à pirâmide etária referente ao ano 2010, 13 117 (71,49%) pessoas tinham entre 15 a 64 anos da idade, 3 406 (18,56%) menos de 15 anos e 1 825 (9,95%) mais de 65 anos. Trinta pessoas tinham mais de noventa anos; duas mulheres eram centenárias.
A cidade possui os mais diversos credos protestantes ou reformados. De acordo com dados do censo de 2010 realizado pelo IBGE, a população de Horizontina está composta por: 11 869 católicos (64,68%), 6 136 evangélicos (33,44%), 202 pessoas sem religião (1,10%), 10 Testemunhas de Jeová (0,05%), 5 espíritas (0,02%) e 0,71% estão divididas entre outras religiões. Os grupos de evangélicos em maior número são os luteranos (com 4 521 pessoas, ou 24,64%) e os pentecostais (com 1 015 pessoas, ou 5,53%).

## Política e administração

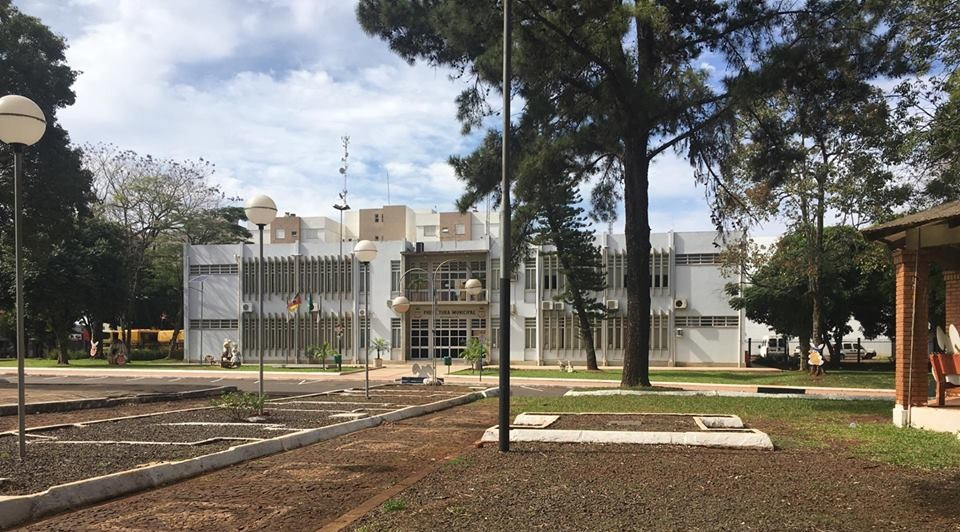
A Prefeitura de Horizontina, em 1º de maio de 2017.

O Poder Executivo do município é representado pelo prefeito, auxiliado por onze secretários municipais. Desde janeiro de 2021, o executivo é comandado pelo prefeito Jones Jehn da Cunha, do Partido Democrático Trabalhista (PDT); a vice-prefeita é Zuleica Joseli Savicki Wehner, do Partido Trabalhista Brasileiro (PTB). Cunha e Zuleica foram eleitos na eleição municipal de 2020 com 5 734 votos (48,07% dos votos válidos), derrotando o ex-prefeito Nildo Hickmann, do Progressistas (PP), que recebeu 5 179 votos (43,42%). Em 2021, Zuleica se tornou a primeira mulher a assumir a prefeitura da cidade, em caráter interino, durante dois dias.
O Poder Legislativo é representado pela Câmara Municipal de Vereadores, formada por nove vereadores eleitos para mandatos de quatro anos. O legislativo é dirigido pelo presidente, além do vice-presidente e do secretário. Cabe à casa elaborar e votar leis fundamentais à administração e ao Executivo, além de fiscalizá-lo. Como resultado da eleição de 2020, a Câmara Municipal ficou composta por oito homens e uma mulher, sendo três vereadores do Progressistas (PP), dois do Partido Trabalhista Brasileiro (PTB), dois do Partido Democrático Trabalhista (PDT), um do Partido Socialista Brasileiro (PSB) e um do Partido dos Trabalhadores (PT).
O Poder Judiciário é representado pela sede da Comarca de Horizontina, classificada como de primeira instância, que envolve, além de Horizontina, o município de Doutor Maurício Cardoso e foi instalada em 22 de dezembro de 1971. A Comarca de Horizontina está organizada em duas varas: a 1ª Vara Judicial, que trata das execuções criminais, juri e juizado especial cível, e a 2ª Vara Judicial, relativa a violência doméstica e familiar, infância e juventude e juizado especial do crime. Em 2017, o Ministério Público contava com dois promotores atuando em Horizontina. A cidade se rege ainda por lei orgânica, que foi promulgada em 30 de março de 1990 e entrou em vigor nesta mesma data.
De acordo com o Tribunal Superior Eleitoral (TSE), Horizontina possuía, em dezembro de 2017, 15 603 eleitores. Destes, 2 232 (14,30%) eram filiados a algum partido político: 697 ao PP, 259 ao PSDB, 250 ao PMDB, 236 ao PDT, 186 ao PTB, 148 ao PT e 77 ao Solidariedade (SD). No segundo turno das eleições gerais de 2018, em Horizontina, Jair Bolsonaro (PSL) obteve 7 891 votos (69,60%) na eleição presidencial, enquanto que José Ivo Sartori (PMDB) conseguiu 5 731 votos (51,64%) na disputa pelo governo estadual. No primeiro turno, nas eleições para o legislativo, Luis Carlos Heinze (PP) e Beto Albuquerque (PSB) obtiveram as maiores votações para o Senado Federal, respectivamente 5 728 (27,75%) e 3 557 (16,26%) votos, Osmar Terra (PMDB) foi o candidato mais votado a deputado federal (1 266 votos, ou 11,33%), e Lilico Mella (PODE) a deputado estadual (3 177 votos, ou 27,66%).

## Economia

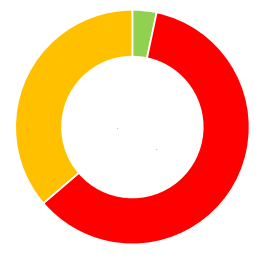
Gráfico indicando a participação dos setores no Produto Interno Bruto de Horizontina: em vermelho o setor secundário (60%), em amarelo o terciário (36%), e o em verde o primário (4%).

O Produto Interno Bruto (PIB) de Horizontina é um dos maiores da antiga Microrregião de Três Passos, destacando-se a indústria e a prestação de serviços. De acordo com dados do IBGE, relativos a 2014, o PIB nominal a preços correntes do município era de R$ 1,985 bilhão, o 386º maior do Brasil e o 34º maior do Rio Grande do Sul, superior a cidades gaúchas como Santo Ângelo,  Alegrete e Garibaldi. De 2012 a 2013, o PIB de Horizontina cresceu 56,9%, sendo a terceira cidade gaúcha com maior crescimento na participação do PIB. O PIB per capita era, em 2014, de R$ 103 535,12, sendo o 3º maior do Rio Grande do Sul e o 36º maior do Brasil.
Em 2010, 75,17% da população maior de dezoito anos era economicamente ativa, enquanto que a taxa de desocupação era de 3,07%. Havia, em 2011, 6 931 trabalhadores categorizados como pessoal ocupado total e 5 880 se enquadravam como ocupado assalariado. Em 2010, o setor de indústria de transformação era responsável por 3 170 empregos, seguido pelos serviços com 1 240, comércio com 928 e administração pública com 550. O salário médio mensal de todo município, em 2011, era de 4,6 salários mínimos.
Em 2016, as receitas orçamentárias do município eram de R$ 101,3 milhões, enquanto os gastos orçamentários somavam R$ 84,7 milhões. Os maiores gastos da prefeitura eram com educação (23,75%), saúde (18,88%) e transporte (9,78%); os investimentos totalizaram R$ 10 milhões. Suas principais fontes de arrecadação eram o Imposto sobre Circulação de Mercadorias e Serviços (R$ 40,6 milhões), o Imposto sobre a propriedade predial e territorial urbana (R$ 3,6 milhões), o Imposto sobre serviços de qualquer natureza (R$ 2,8 milhões), e o Imposto sobre a propriedade de veículos automotores (R$ 2,4 milhões).

### Setores

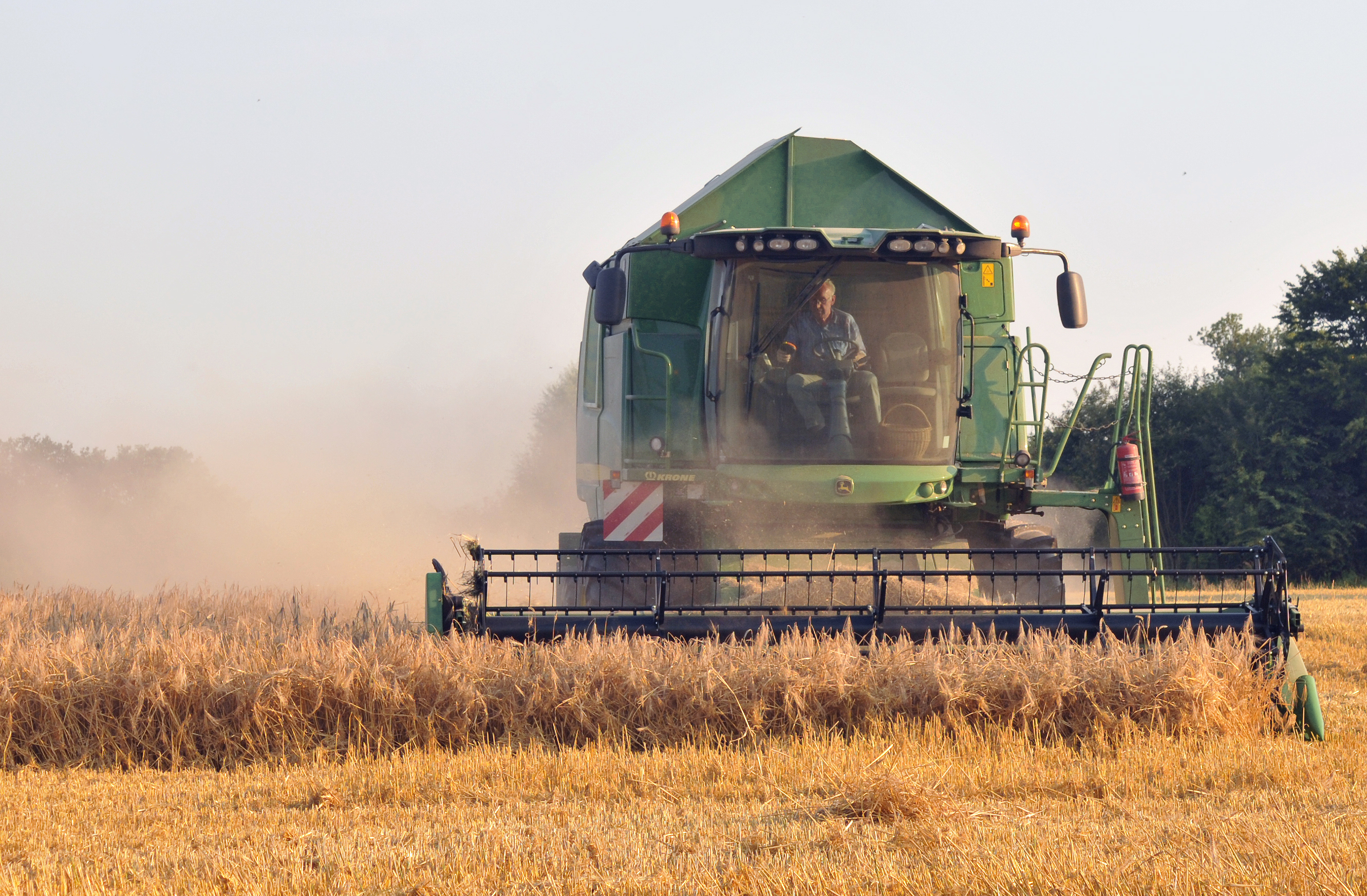
Uma colheitadeira da John Deere. Em Horizontina, a empresa produziu mais de 50 mil colheitadeiras.

O setor secundário é o mais relevante para a economia municipal. Em 2014, o valor adicionado bruto da indústria da indústria era de R$ 914,6 milhões. Uma fábrica da John Deere está instalada no município, produzindo metade das colheitadeiras de grãos exportadas pelo Brasil. A John Deere produz na cidade colheitadeiras de grãos, plantadeiras e plataformas de corte e de milho; a linha de máquinas Série S corresponde a 80% da produção. Em agosto de 2004, a unidade da John Deere em Horizontina alcançou a marca de produção de 30 000 tratores e 50 000 colheitadeiras. Apesar da transferência da produção de tratores para Montenegro, a John Deere ainda representa cerca de 70% das riquezas geradas por Horizontina e cerca de 80% de sua arrecadação.
O comércio é o segundo setor mais relevante na economia do município. Em 2014, de todo o PIB da cidade, R$ 463,6 milhões era o valor adicionado bruto dos serviços. Em 2012, existiam cinco agências de instituições financeiras na cidade. Haviam, em 2017, 24 empresas de porte médio e grande, 132 pequenas, 556 microempresas, e 895 empreendedores individuais. De acordo com dados de 2014, 83 empresas tinham trinta anos ou mais, 136 de 21 a trinta anos, 240 entre onze e vinte anos, e 1 029 menos de cinco anos.
A agricultura é o setor menos relevante na economia de Horizontina. Em 2014, R$ 50,3 milhões era o valor adicionado bruto da agropecuária e, em 2016, havia 1 137 produtores rurais. Segundo o IBGE, em 2016 o município possuía um rebanho de 36 mil bovinos, 43,6 mil galináceos, 751 ovinos, 511 codornas e 290 equinos. A cidade produziu 21,9 milhões de litros de leite de vacas, 315 mil dúzias de ovos de galinha, 15,7 mil quilos de mel de abelha e 4 mil dúzias de ovos de codorna. Na lavoura, há 17,4 mil hectares plantados, com rendimento médio de R$ 2,5 mil por hectare, tendo a soja e o milho como as duas principais culturas cultivadas. Em 2016, foram produzidas 34,5 mil toneladas de milho, 31,5 mil toneladas de soja, 4,5 mil toneladas de trigo, 3,8 mil toneladas de mandioca, 3,1 mil toneladas de cana-de-açúcar, além do abacaxi, do alho, do amendoim, da batata-doce e inglesa, da cebola, do feijão, do fumo, do girassol, da melancia, do melão e do tomate.

## Infraestrutura
No ano de 2010, a cidade tinha 6 578 domicílios particulares permanentes. Desse total, 6 216 eram casas e 361 eram apartamentos. Do total de domicílios, 4 939 são imóveis próprios (4 437 já quitados e 502 em aquisição), 1 271 foram alugados, 354 foram cedidos (67 cedidos por empregador e 287 cedidos de outra forma) e 14 foram ocupados de outra maneira. 6 181 domicílios eram atendidos pela rede geral de abastecimento de água (93,96% do total); 6 543 (99,46%) possuíam banheiros para uso exclusivo das residências; 5 754 (87,476% deles) eram atendidos por algum tipo de serviço de coleta de lixo; e 6 561 (99,74%) possuíam abastecimento de energia elétrica.
O serviço de abastecimento de energia elétrica é feito pela Rio Grande Energia (RGE). O serviço de coleta do lixo é feito pela Gaertner Engenharia Ambiental e Transportes. A cidade também possui coleta seletiva de lixo. Em 2010, 54,9% dos domicílios possuíam saneamento semi-adequado, 43,4% adequado, e 1,7% eram inadequados.
A frota municipal no ano de 2016 era de 15 044 veículos, sendo 8 232 automóveis, 415 caminhões, 511 caminhões-trator, 1 168 caminhonetes, 465 caminhonetas, 36 micro-ônibus, 2 394 motocicletas, 755 motonetas, 64 ônibus, 102 utilitários e 902, classificados como outros tipos de veículos. A cidade conta com uma estação rodoviária, a Estação Rodoviária de Horizontina Ltda, e um aeroporto, o Aeroporto Municipal Walter Bündchen, que tem uma pista de 1 050 metros de comprimento, mas que possui apenas voos particulares. Em seu território, passam duas rodovias: a ERS-305 e a ERS-342.

### Educação
O município contava, em 2015, com 3 546 matrículas nas instituições de ensino da cidade: 403 na pré-escola, 1 850 no fundamental, 696 no médio e 597 no superior. Trabalhavam 276 docentes: 38 na pré-escola, 137 no fundamental, 59 no médio e 42 no superior.
Em 2015, das nove escolas do ensino fundamental, seis pertenciam à rede pública municipal, duas à rede pública estadual e uma à rede particular. Dentre as duas escolas que ofereciam ensino médio, uma pertencia à rede privada e uma pertencia à rede pública estadual. Horizontina possui, desde que foi criada no ano de 2002, a Faculdade Horizontina (FAHOR), uma instituição privada, tendo atualmente oito cursos: Engenharia Mecânica, Engenharia de Produção, Ciências Econômicas, Engenharia de Controle e Automação, Engenharia de Alimentos, Engenharia Química, Engenharia Ambiental e Gestão Financeira.
No Índice de Desenvolvimento da Educação Básica (IDEB) de 2015, a nota obtida pelos alunos do 1º ao 5º ano foi de 6,5, e do 6º ao 9º ano de 5,1. Ambas as avaliações eram superiores em relação ao Rio Grande do Sul (5,7 de 1º ao 5º e 4,3 do 6º ao 9º) e Brasil (5,5 de 1º ao 5º e 4,5 do 6º ao 9º). A taxa de frequência nas escolas era de 95,34% entre alunos de cinco a seis anos, 89,91% de onze a treze e 71,38% de quinze a dezessete. Entre os jovens de dezoito a vinte anos, 59,25% haviam concluído o ensino médio; 28,17% das pessoas com dezoito a 24 anos cursavam o ensino superior.

### Saúde
Em 2009, o município possuía onze estabelecimentos de saúde entre hospitais, pronto-socorros, postos de saúde e serviços odontológicos, sendo sete deles públicos e pertencentes à rede municipal e quatro privados. Do total de estabelecimentos, dez eram integrantes do Sistema Único de Saúde (SUS) e havia 94 leitos para internação; todos nos estabelecimentos privados. Em 2014, 98,4% das crianças menores de um ano de idade estavam com a carteira de vacinação em dia. Em 2015 foram registrados 255 nascidos vivos, sendo que o índice de mortalidade infantil neste ano foi de 7,8 óbitos de crianças menores de cinco anos de idade a cada mil nascidos. Essa é a menor taxa de nascidos vivos no município desde 1997, quando foram registrados 279 nascidos, a maior taxa registrada. Também em 2015, 11,8% do total de mulheres grávidas eram de meninas que tinham menos de vinte anos. Em 2014, das crianças que foram pesadas pelo Programa Saúde da Família, 0,5% estavam desnutridas.

### Comunicação
O código de área (DDD) de Horizontina é 055 e o Código de Endereçamento Postal (CEP) é 98920-000. Horizontina sedia três emissoras de rádio: a Rádio Vera Cruz AM, fundada em 13 de maio de 1962, cobre mais de sessenta municípios no Alto Uruguai gaúcho e boa parte da região argentina de Missiones; , a Rádio Olinda FM 101.3, fundada em 25 de dezembro de 2000, e a Rádio Virtual FM 104.9. A cidade também sedia dois jornais: o Jornal A Integração, que é semanal e possui uma tiragem de 2 000 exemplares; e o Jornal Folha Cidade, que possui uma tiragem de 3 000 exemplares, e que é semanal e abrange, além de Horizontina, os municípios de Doutor Maurício Cardoso, Tucunduva e Novo Machado. Conforme dados de 2010, de um total de 6 581 domicílios particulares, 6 295 tinham rádio (95,65%), 2 549 tinham microcomputador com acesso à internet (38,73%), 5 968 tinham telefone celular (90,68%), 1 568 tinham telefone fixo (23,82%), e 6 401 tinham televisão (97,26%).

### Esporte
O Município também conta com a estrutura de um estádio Municipal, estádio este que ainda no ano de 2011, através de projeto de Lei aprovado pela Câmara Municipal de Vereadores da época, passou a se chamar 'Estádio Municipal Wilson Nascimento", em homenagem ao grande desportista Horizontinense, que também ocupou o cargo de Diretor de Esportes no Município e por mais de uma vez a Presidência da Sociedade Esportiva Flamengo, Clube Esportivo Amador de longa história na Cidade.

## Cultura e lazer

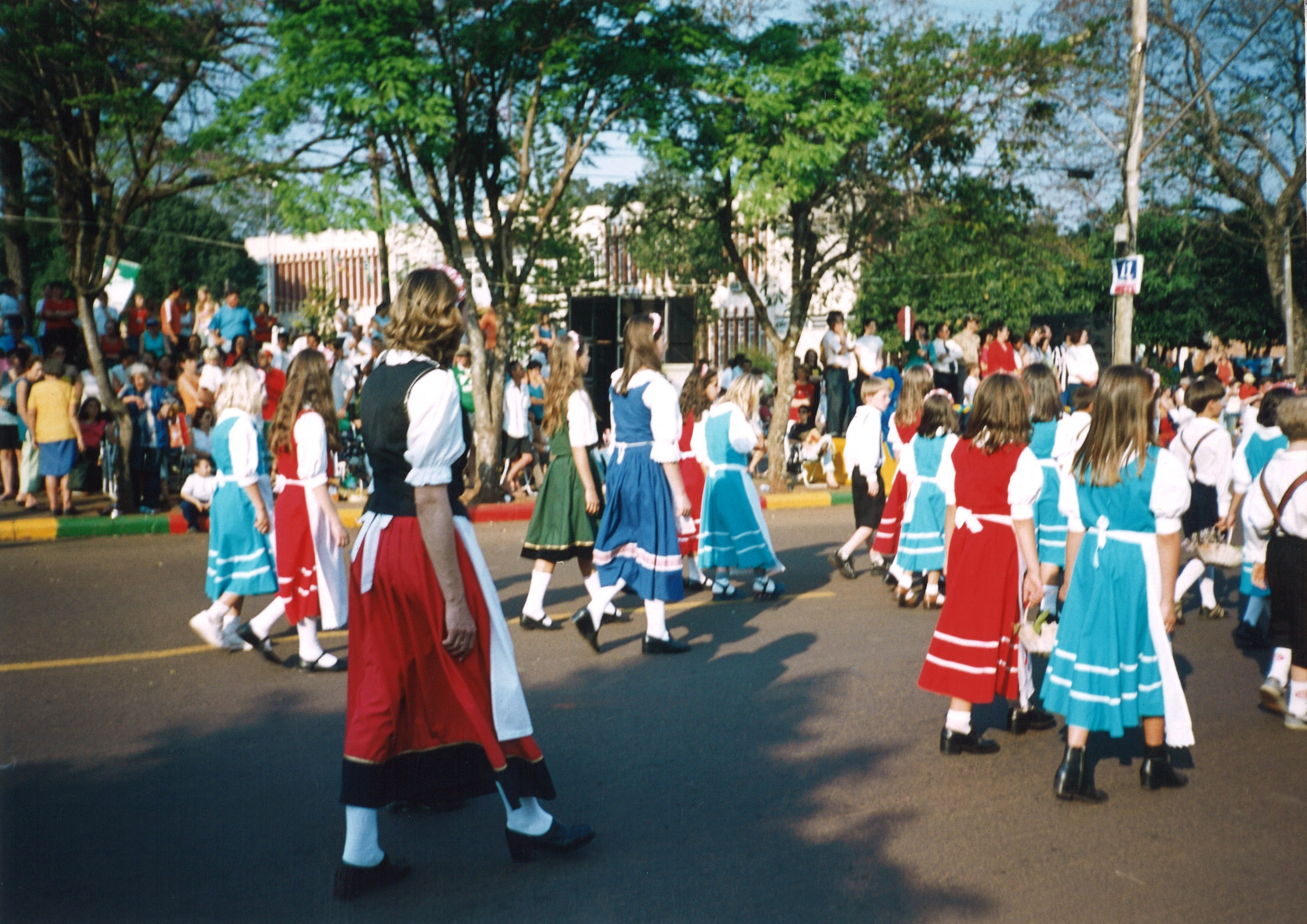
Um desfile cívico de 7 de setembro em uma das principais ruas de Horizontina, com a prefeitura ao fundo, na década de 2000.

A Secretaria Municipal de Educação e Cultura é o órgão do Executivo responsável pela educação e pela área cultural de Horizontina, cabendo a ela a organização de atividades e projetos culturais. Um Conselho Municipal da Cultura, criado em 2009, encontra-se ativado. Em 2012, existiam grupos artísticos de teatro, dança, coral, banda, bloco carnavalesco, artesanato, entre outros. Dentre os espaços culturais, existiam bibliotecas públicas, museus, teatros e ginásios poliesportivos. Em relação às atividades esportivas, há um time de futsal, o Horizontina Futsal, vencedor do Campeonato Gaúcho de Futsal em 2005, 2006 e 2007.
Entre os principais eventos, destacam-se: o Jeep Country, reunindo anualmente "jipeiros" nas trilhas de barro, passeios ecológicos, além das provas de velocidade em pistas fechadas; o aniversário de Horizontina, com festividades como shows de bandas e bailes; a Festa do Colono e Motorista, promovida anualmente no final de julho, com a participação de motoristas de ônibus, caminhões e tratores, num desfile; a Semana da Pátria, com eventos esportivos, que se encerra com um desfile comemorativo ao aniversário da Independência do Brasil realizado a cada dois anos; o Jatão Fashion Weekend, uma festa a fantasia que ocorre anualmente no mês de novembro; a Semana Farroupilha, em comemoração ao aniversário da Revolução Farroupilha, com um desfile cavalariano em 20 de setembro;; Festival da Boa Vizinhança, um evento que anualmente reúne os adeptos do rock n roll, e o Natal para Todos, uma celebração com show, chegada do Papai Noel e uma programação que envolve toda a comunidade na semana antecessora do Natal.
Além dos oito feriados nacionais, há quatro feriados municipais: o dia de São Romão, celebrado em 28 de fevereiro e comemorativo ao aniversário do município; a Sexta-Feira Santa, que não possui data fixa; o Corpus Christi, sem data fixa; e o Dia da Reforma Protestante, celebrado em 31 de outubro. De acordo com a lei federal nº 9.093, aprovada em 12 de setembro de 1995, os municípios podem ter no máximo quatro feriados municipais com âmbito religioso, já incluída a Sexta-Feira Santa.